# Methode van karakteristieken
De methode van karakteristieken is een wiskundige techniek voor het oplossen van partiële differentiaalvergelijkingen (PDV). Een PDV beschrijft een ontwikkeling die afhangt van verschillende omstandigheden (variabelen). De methode is van toepassing op zogenaamde hyperbolische en parabolische differentiaalvergelijkingen. De PDV wordt vereenvoudigd tot een schaar van gewone differentiaalvergelijkingen, die integratie toelaten uitgaand van beginwaarden op een geschikt hyperoppervlak.

## Karakteristieken van eerste orde partiële differentiaalvergelijkingen
De methode dient om voor een PDV karakteristieken (kenmerkende krommen) te vinden waarlangs de PDV een gewone differentiaalvergelijking wordt, die oplosbaar is. De gevonden oplossing wordt omgezet in een oplossing van de oorspronkelijke PDV. Voor de eenvoud beperken we ons eerst tot een functie van twee onafhankelijke variabelen {\displaystyle x} en {\displaystyle y}. Beschouw een quasilineaire PDV van de vorm
{\displaystyle a(x,y,z){\frac {\partial z}{\partial x}}+b(x,y,z){\frac {\partial z}{\partial y}}=c(x,y,z)}
of
{\displaystyle a(x,y,z){\frac {\partial z}{\partial x}}+b(x,y,z){\frac {\partial z}{\partial y}}-c(x,y,z)=0}
Stel dat er een bekende oplossing {\displaystyle z} bestaat, een oppervlak {\displaystyle z=z(x,y)} in de driedimensionale ruimte van reële getallen {\displaystyle \mathbb {R} ^{3}}. Een vector loodrecht op dit oppervlak(normaalvector) wordt gegeven door
{\displaystyle \left({\frac {\partial z}{\partial x}}(x,y),{\frac {\partial z}{\partial y}}(x,y),-1\right)}
De differentiaalvergelijking kan gezien worden als een inproduct dat gelijk aan nul is. Dit betekent dat het vectorveld
{\displaystyle (a(x,y,z),b(x,y,z),c(x,y,z))}
haaks staat op de normaalvector en dus overal raakt aan het oppervlak {\displaystyle z=u(x,y)}. De grafiek van de oplossing moet bestaan uit de verzameling van de integraalkrommes van dit vectorveld. Deze krommen worden de karakteristieke krommen (kortweg karakteristieken) van de oorspronkelijke partiële differentiaalvergelijking (PDV) genoemd. De vergelijkingen van de karakteristieken kunnen ook worden weergegeven met de Lagrange-Charpit vergelijkingen:
{\displaystyle {\frac {\mathrm {d} x}{a(x,y,z)}}={\frac {\mathrm {d} y}{b(x,y,z)}}={\frac {\mathrm {d} z}{c(x,y,z)}}}
Als een speciale parametrisatie {\displaystyle t} voor de krommen wordt gekozen, kunnen deze vergelijkingen geschreven worden als een stelsel van gewone differentiaalvergelijkingen voor {\displaystyle x(t),y(t)} en {\displaystyle z(t)}:
{\displaystyle {\frac {\mathrm {d} x}{\mathrm {d} t}}=a(x,y,z)}
{\displaystyle {\frac {\mathrm {d} y}{\mathrm {d} t}}=b(x,y,z)}
{\displaystyle {\frac {\mathrm {d} z}{\mathrm {d} t}}=c(x,y,z)}
Deze vergelijkingen worden de karakteristieke vergelijkingen voor de oorspronkelijke PDV genoemd.

### Lineaire en quasilineaire gevallen
Beschouw een PDV van de vorm
{\displaystyle \sum _{i=1}^{n}a_{i}(x_{1},\dots ,x_{n},u){\frac {\partial u}{\partial x_{i}}}=c(x_{1},\dots ,x_{n},u)}
Om deze PDV lineair te laten zijn, moeten de coëfficiënten {\displaystyle a_{i}} functies zijn van uitsluitend de ruimtelijke veranderlijken, onafhankelijk van {\displaystyle u}. Als deze PDV quasilineair is, dan mag {\displaystyle a_{i}} ook afhangen van de waarde van de functie, maar niet van afgeleides.
Voor een lineaire of quasilineaire PDV worden de karakteristieke krommen gegeven als parametriseringen:
{\displaystyle (x_{1},\ldots ,x_{n},u)=(x_{1}(s),\ldots ,x_{n}(s),u(s))}
Er geldt dan het volgende stelsel van gewone differentiaalvergelijkingen
{\displaystyle {\frac {\mathrm {d} x_{i}}{\mathrm {d} s}}=a_{i}(x_{1},\ldots ,x_{n},u)}
{\displaystyle {\frac {\mathrm {d} u}{\mathrm {d} s}}=c(x_{1},\ldots ,x_{n},u)}
De laatste vergelijkingen geven na integratie de karakteristieken van de PDV.

## Voorbeeld
De advectie-vergelijking luidt
{\displaystyle a{\frac {\partial u}{\partial x}}+{\frac {\partial u}{\partial t}}=0}
met {\displaystyle a} een constante en {\displaystyle u} een functie van {\displaystyle x} en {\displaystyle t}. We gaan deze lineaire eerste orde PDV omzetten in een gewone differentiaalvergelijking langs een geschikte kromme, van de vorm
{\displaystyle {\frac {\mathrm {d} }{\mathrm {d} s}}u(x(s),t(s))=F(u,x(s),t(s))},
met {\displaystyle (x(s),t(s))} een karakteristiek. Met de kettingregel vinden we
{\displaystyle {\frac {\mathrm {d} }{\mathrm {d} s}}u(x(s),t(s))={\frac {\partial u}{\partial x}}{\frac {dx}{ds}}+{\frac {\partial u}{\partial t}}{\frac {\mathrm {d} t}{\mathrm {d} s}}}
Als we {\displaystyle {\frac {\mathrm {d} x}{\mathrm {d} s}}=a} gelijkstellen en {\displaystyle {\frac {\mathrm {d} t}{\mathrm {d} s}}=1} krijgen we
{\displaystyle a{\frac {\partial u}{\partial x}}+{\frac {\partial u}{\partial t}}};
dit is de linkerzijde van de oorspronkelijke PDV. Dus
{\displaystyle {\frac {\mathrm {d} }{\mathrm {d} s}}u=a{\frac {\partial u}{\partial x}}+{\frac {\partial u}{\partial t}}=0}
Zo wordt de oorspronkelijke PDV langs de karakteristieke kromme {\displaystyle (x(s),t(s))} de gewone differentiaalvergelijking {\displaystyle u_{s}=F(u,x(s),t(s))=0}. Langs de karakteristieken is de oplossing constant en dus gelijk aan de beginwaarde: {\displaystyle u(x_{s},t_{s})=u(x_{0},0)} waarbij {\displaystyle (x_{s},t_{s})} en {\displaystyle (x_{0},0)} op dezelfde karakteristiek liggen. Om de algemene oplossing te vinden, is het afdoende om alle karakteristieken van de gewone differentiaalvergelijking te vinden:
- {\displaystyle {\frac {\mathrm {d} t}{\mathrm {d} s}}=1,} stel {\displaystyle t(0)=0}. Door integratie vinden we {\displaystyle t=s};
- {\displaystyle {\frac {\mathrm {d} x}{\mathrm {d} s}}=a}; stel {\displaystyle x(0)=x_{0}}, zodat {\displaystyle x=as+x_{0}=at+x_{0}};
- {\displaystyle {\frac {\mathrm {d} u}{\mathrm {d} s}}=0}; stel {\displaystyle u(0)=f(x_{0})} en {\displaystyle u(x(t),t)=f(x_{0})=f(x-at)}.

Hier zijn de karakteristieken rechte lijnen met hellingscoëfficiënt {\displaystyle a} en de waarde van {\displaystyle u\,} blijft constant langs een karakteristiek.

## Kwalitatief gebruik
Karakteristieken dienen tevens om de oplossing van een PDV kwalitatief te begrijpen. Snijpunten van karakteristieken wijzen op schokgolven. Elke karakteristiek duidt een oplossing van {\displaystyle u} aan. Als twee karakteristieken snijden gelden twee oplossingen tegelijkertijd en treedt er een discontinuïteit op: een actief onderzoeksgebied.
Soms bestrijken karakteristieken niet het gehele domein van de PDV. Dit wijst erop, dat de oplossing daar alleen in zwakke zin bestaat (Engels: rarefaction, verdunning), dat wil zeggen als integraalvergelijking.
De karakteristiek loopt in de richting van grotere parameterwaarden. Kennis hiervan is nuttig om een geschikt schema voor eindige differenties te kiezen bij de numerieke oplossing van de PDV.